# Melissani (Höhle)

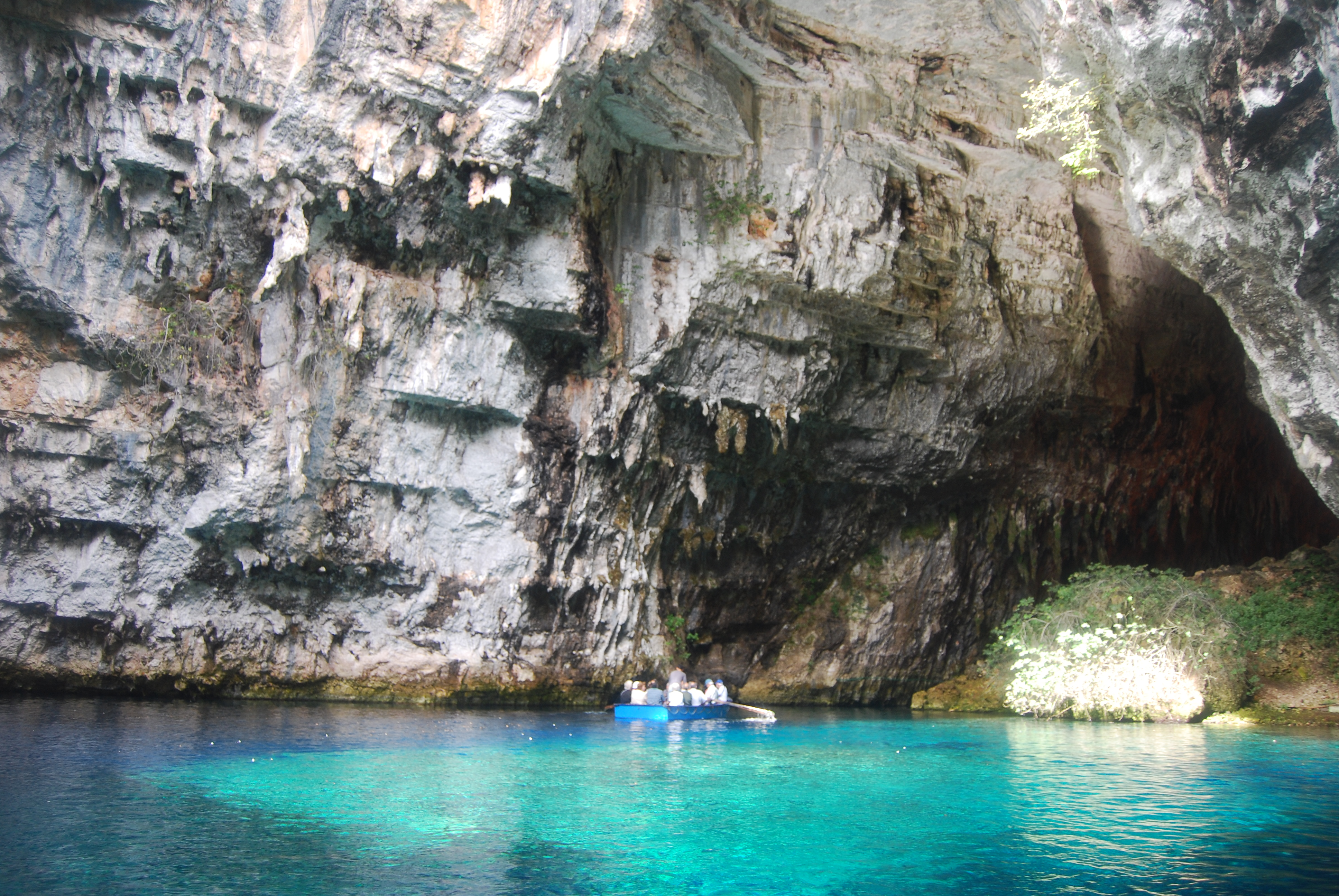

Melissani (griechisch Σπήλαιο Μελισσάνης Spíleo Melissánis)  ist eine Höhle mit einem See in der Nähe der Ortschaft Sami auf der griechischen Insel Kefalonia. Neben der nahe gelegenen Drogarati-Höhle ist es eine der beiden Tropfsteinhöhlen auf der Insel. Das unterirdische Gewässer- und Höhlensystem fasziniert Besucher durch seine außergewöhnliche Hydrologie und atemberaubende Lichtspiele.

## Geschichte

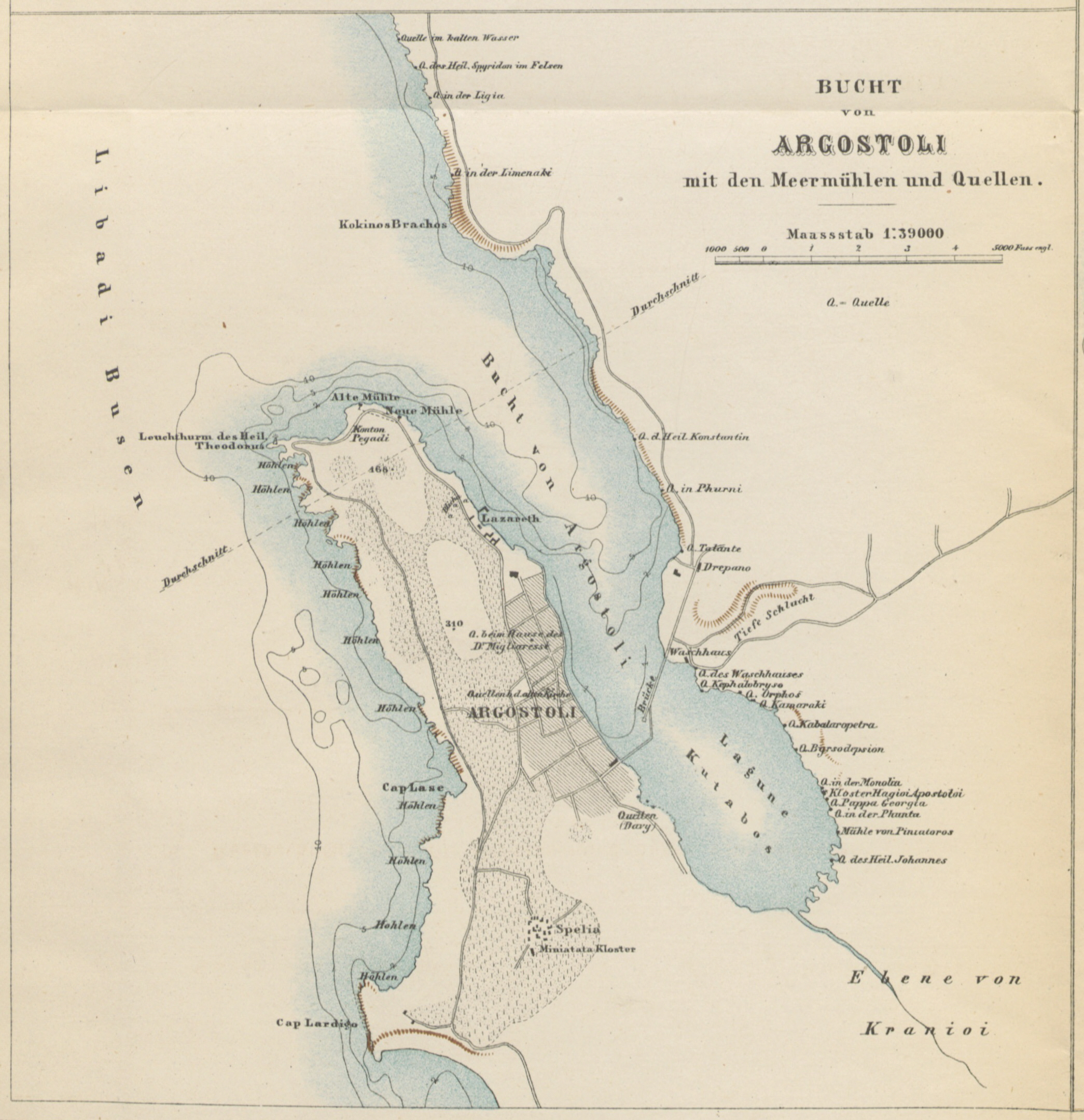
Karte der Halbinsel Agostoli von Wiebel (1873)

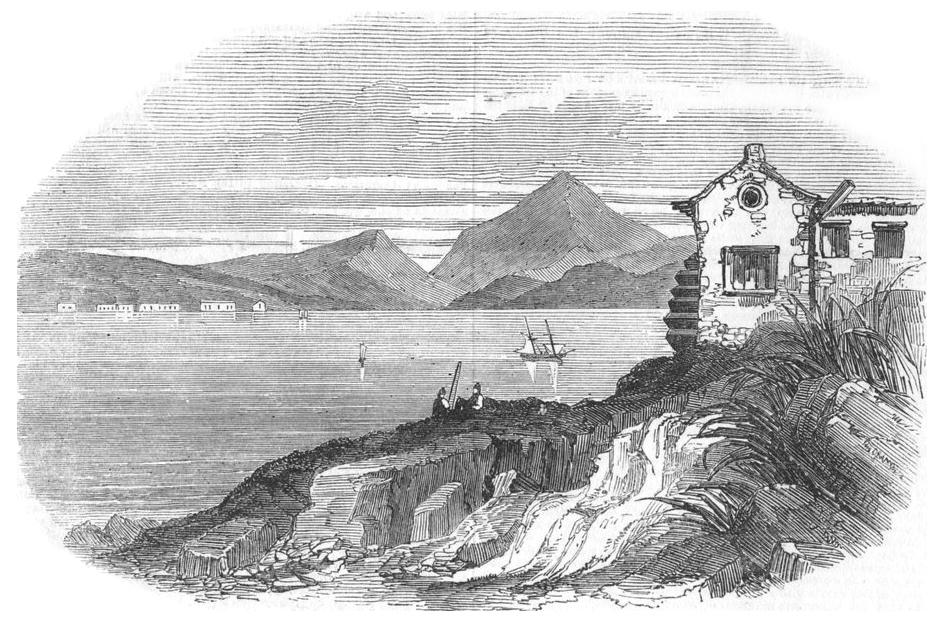
Die Meeresmühlen in Argostoli im 19. Jahrhundert

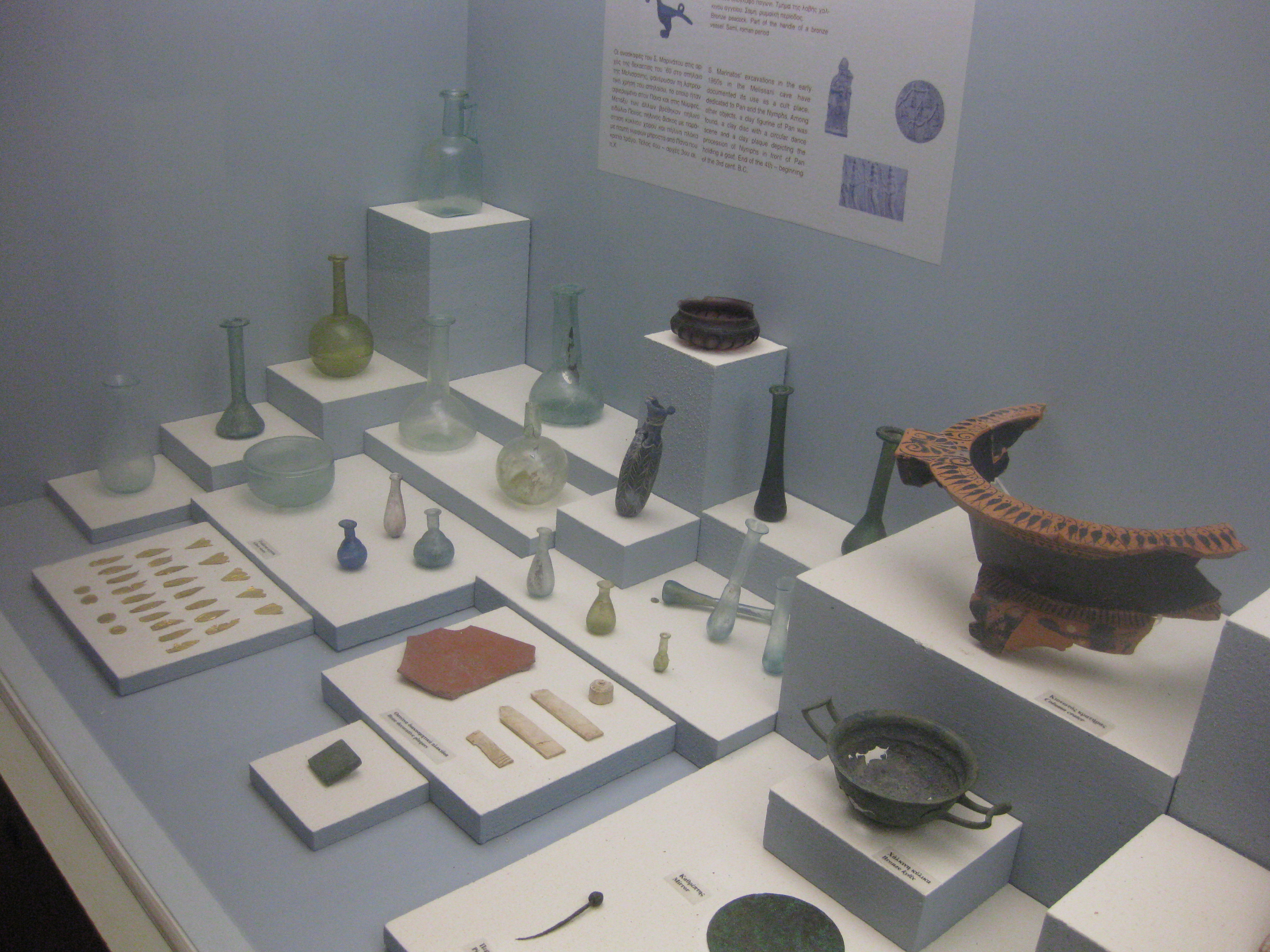
Funde aus dem See, die unter der Leitung von Spyridon Marinatos gemacht wurden, ausgestellt im Archäologischen Museum Argostoli (2010)

Der See in der Grotte war in der Antike eine Kultstätte des Hirtengottes Pan, wie zahlreiche Funde auf dem Grund belegen. Diese sind im Archäologischen Museum in Argostoli zu sehen. Darunter befindet sich eine Tafel aus dem 3. Jahrhundert v. Chr. mit dem ältesten erhaltenen Beleg des Wortes Nymphomanie. In der Literatur findet die Höhle Erwähnung im Roman Corellis Mandoline von Louis de Bernières.
Die Höhle ist 160 m lang, 45 m breit und 36 m tief. 1963 konnten österreichische Geologen das „Phänomen der Meeresmühlen von Argostoli“ endgültig lösen, bereits 1870 hatte Karl Werner Maximilian Wiebel, ein Hamburger Geologie-Professor, auf das physikalische Prinzip der kommunizierenden Röhren hingewiesen und wissenschaftliche Untersuchungen vor Ort angestellt. Das landeinwärts strömende Meereswasser vermischt sich mit Grundwasser und landet im See der Grotte, wo es dann verdunstet. In den 1960er Jahren wurde ein Stollen bis an den Rand des Sees gegraben, um die Höhle für Besucher zugänglich zu machen.

## Rezeption und Tourismus
Die Grotte beeindruckte die Menschen schon in der Antike, wie zahlreiche Quellen belegen und galt als gespenstischer Wohnort von Nymphen.
Die moderne touristische Erschließung begann 1952. Die Besucher werden auf Ruderbooten durch die Höhle geführt, wobei zur Mittagszeit das meiste Tageslicht durch die eingebrochene Decke in die Höhle fällt. Das helle Sonnenlicht erzeugt einen faszinierenden optischen Effekt, bei dem die Boote auf dem Wasser scheinbar zu schweben scheinen.
Die Grotte ist saisonal geöffnet, von Frühjahr bis Spätherbst, jeweils von 9 Uhr morgens bis zum Sonnenuntergang. Melissani bietet somit eine einzigartige Gelegenheit, die natürliche Schönheit Kefalonias in einer spektakulären Kulisse zu erleben und zählt zu den Highlights der Insel.